# 洪準杓
洪準杓（韓語：홍준표，1953年11月20日—），大韓民國保守派政治人物，曾任慶尚南道知事、2017年7月3日當選自由韓國黨新任黨魁，並於總統選舉代表自由韓國黨出面競選。2022年當選大邱廣域市長。

## 生平
出生名為洪判杓（홍판표）。洪準杓小時候家境貧寒，中學就讀嶺南高等學校，後進入高麗大學法學院，並通過律師資格考試獲得律師資格成為檢察官，1996年參選韓國國會選舉首爾松坡區議員當選而進入政壇。
2014年6月4日，洪準杓在大韓民國第六屆廣域地方自治團體長選舉中以913,162票擊敗名兩候選人金慶洙與姜炳基連任慶尚南道知事。2017年，代表保守派自由韓國黨投入總統選舉但敗於文在寅，選後擔任自由韓國黨代表（黨首）。2018年大韓民國地方選舉中，自由韓國黨大敗，洪準杓因而辭去黨魁一職。2020年4月15日，以無黨籍身分投入國會選舉，在大邱壽成乙選區擊敗「娘家」未來統合黨候選人李仁善，重返國會。洪準杓在當選後立即表示希望盡快恢復黨籍，並投入2022年的總統選舉，但洪準杓在國民力量的總統初選中以41.5%輸給尹錫悦。
2022年6月，洪準杓參加大邱廣域市長選舉，以79.4%得票率當選。
2025年4月29日，在参选国民力量总统选举党内初选失败后宣布退出政坛，并于同月30日退出国民力量。